# Monumento nazionale (Irlanda)

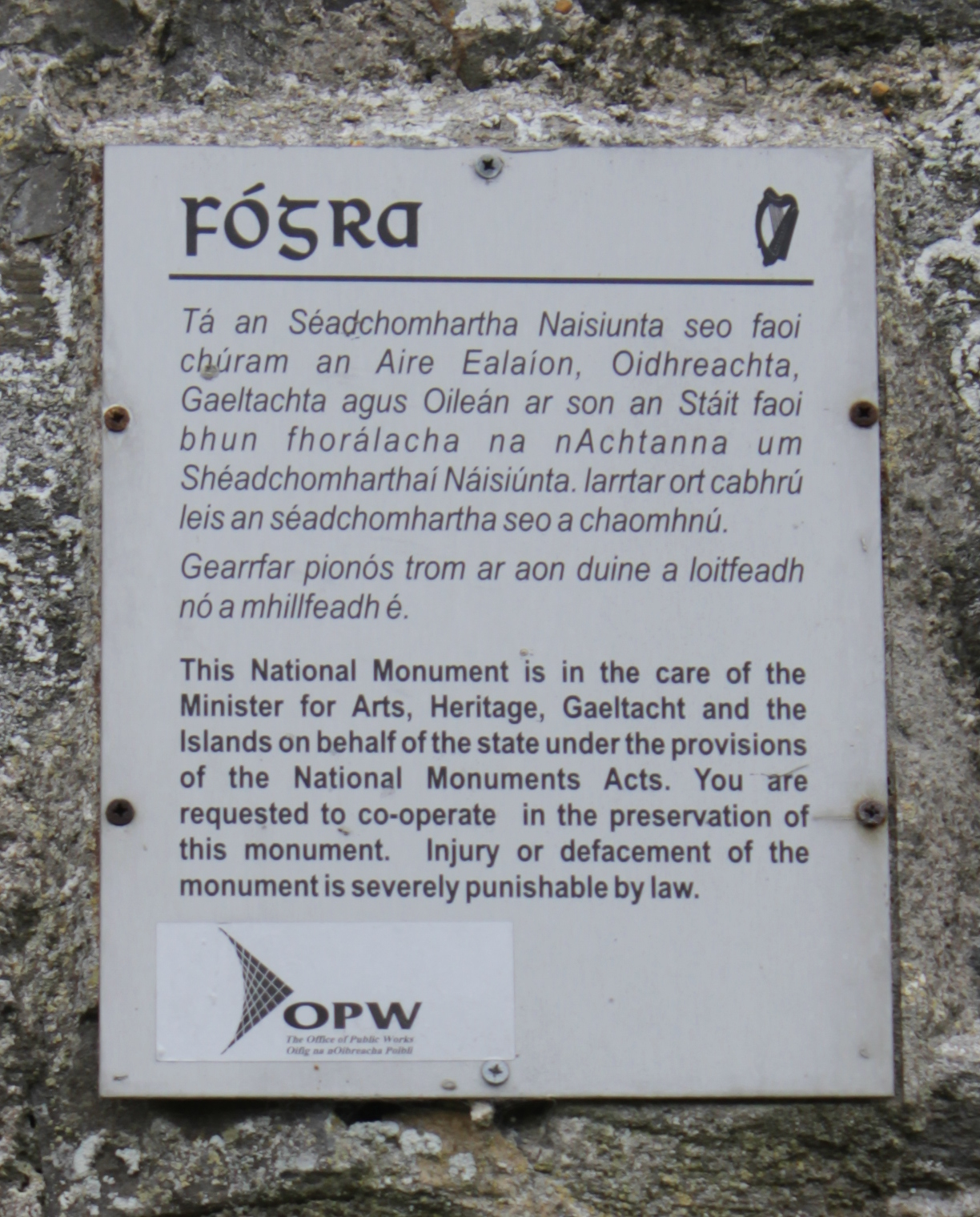
Fotografia di un pannello d'indicazione di un monumento, tipico di quelli utilizzati in Irlanda.

Un Monumento nazionale della Repubblica d'Irlanda è un monumento (o le rovine di un monumento) che è sotto la protezione dello Stato, essendo considerato d'importanza nazionale. Dal 2006, la base legale di questo statuto è il National Monuments Acts 1930 to 2004 (codice dei monumenti nazionali dal 1930 al 2004). Il codice dei monumenti nazionali originale dello stato irlandese attuale è stato stabilito nel 1930, il National Monuments Act, 1930 (Monumenti Nazionale, Atto 1930).
I monumenti nazionali sono gestiti sotto il controllo del National Monuments Service (Servizio Nazionale dei Monumenti), parte del Dipartimento dell'ambiente, Patrimonio e Ente pubblico territoriale
Un monumento nazionale comprende il monumento stesso, l'unità e l'accesso al monumento, i terreni intorno al monumento possono essere se necessario protetti anche loro per proteggere il monumento.
L'emendamento della legge più recente è datato 2004 e comprende la possibilità per il governo di distruggere completamente o parzialmente un monumento nazionale . Questo è stato incluso per permettere la distruzione del Castello di Carrickmines, per poter continuare nella costruzione di un'intersezione della parte sud occidentale dell'autostrada M50.